# Diaphora
Die Diaphora (altgriechisch διαφορά ‚Verschiedenheit‘), auch Diapher, ist eine rhetorische Figur. Sie bezeichnet die Wiederholung desselben Wortes in verschiedenen Bedeutungen.
Im mündlichen Gebrauch eignen sich auch Homophone für dieses Wortspiel.

## Beispiele
- Auf acht Leute achtgeben.
- Wenn Lügner Lügner Lügner nennen, lügen Lügen Lügen.
- Leichter leichter werden (Werbung für eine Diät)
- Wenn hinter Fliegen Fliegen fliegen, fliegen Fliegen Fliegen nach.
- Wenn Robben hinter Robben robben, robben Robben Robben hinterher.
- Nestroy, Liebesgeschichten und Heurathssachen 2, 7: „Buchner: Sag’ mir, Nebel, du bist ein g’scheiter Kerl, was halt’st du vom weiblichen Geschlecht? – Nebel: Ja, von einem Geschlecht, was nicht zu halten is, is schwer was zu halten“.

## Beispiele mit Homophonen
- Trotz des abgebrochenen Studiums durfte er Lehrer werden. Briefkastenleerer.
- Der Wald war voller Bären: Heidelbeeren, Brombeeren, Himbeeren, Grizzlybären …
- Der Theodor, der Held, der hält! (Schlager von Theo Lingen über einen Fußballtorhüter)
- Wer nichts wird, wird Wirt.
- Wenn ich 'nen See seh', brauch ich kein Meer mehr.